# Vell i nou
Vell i nou és una revista d'art que es va publicar per primer cop el març de 1915. Era propietat de Santiago Segura i va ser dirigida per aquest mateix personatge i més endavant per Joaquim Folch i Torres, Romà Jori i Joan Sacs. Pel que fa al format, tenia unes dimensions de 367x270mm i tenia 4 pàgines a 3 columnes. Tenia una periodicitat setmanal des dels seus inicis fins al 10 d'abril del mateix any i a partir d'aquest moment va començar a sortir cada quinze dies. La redacció de la revista estava situada a les Galeries Laietanes. Hi va haver diversos canvis respecte al lloc d'impressió. Va ser impresa a la impremta F.Borràs, a la impremta Oliva de Vilanova entre d'altres.
La revista va ser interrompuda el 15 de desembre de 1919 i va iniciar una segona època a l'abril de 1920. Aleshores, tingué una periodicitat mensual i era més eclèctica. Aquesta segona etapa va durar fins al setembre de 1921. En total es van publicar 123 números entre les dues etapes (105 quinzenals i 18 de mensuals).
Més endavant, va continuar com a col·lecció de llibres amb el títol “Biblioteca d'art Vell i nou”.

## Temes i col·laboradors
La revista estava dedicada a l'art de tots els períodes amb un criteri tant erudit com divulgatiu. Els redactors de “ Vell i nou” van dir en un prospecte inicial que ells sentien preferència per les considerades arts menors tant antigues com noves. En la segona època s'hi van publicar texts en català, en francès i en castellà.
A “Vell i nou” hi van col·laborar molts autors noucentistes com Josep Aragay, Miquel Ferrà, Ventura Gassol, López-Picó, Josep Lleonart, Eugeni d'Ors, Carles Riba, Carles Soldevila i Joaquim Torres i Garcia entre d'altres. Altres col·laboradors van ser Joaquim Ciervo, Adrià Gual, Josep Maria Junoy, J.F.Ràfols i Paul Jachard.